# Falstaff (Salieri)
Falstaff, ossia Le tre burle är en opera i två akter med musik av Antonio Salieri och libretto av Carlo Prospero Defranceschi efter William Shakespeare komedi Muntra fruarna i Windsor.

## Historia
Verket är en av de tidigaste operorna som bygger på en pjäs av Shakespeare. Librettisten reducerade en del av persongalleriet och tog bort några mindre viktiga bihandlingar såsom Annes tre friare för att i stället koncentrera handlingen på Falstaff och de två paren Ford och Page (här kallad Slender). Den fyndiga dialogen inspirerade Salieri att skriva en särdeles lätt och sprudlande musik. Operan hade premiär den 3 januari 1799 på Kärntnertortheater i Wien.

## Personer
- Sir John Falstaff (bas)
- Master Ford (tenor)
- Mistress Ford (sopran)
- Master Slender (baryton)
- Mistress Slender (sopran)
- Bardolf, Falstaffs tjänare (baryton)
- Betty, Mistress Fords husa (sopran)